# Centaurea oltensis
Centaurea oltensis — вид квіткових рослин родини айстрових (Asteraceae). Ареал: Туреччина (Анатолія), Азербайджан.

## Середовище
Населяє скелясті схили.

## Морфологічна характеристика
Це багаторічник 5–10 см заввишки, безстебловий, блідо-зелений. Листки черешкові, перисто-розсічені або ліроподібні, сегменти цілісні до виїмчастих. Квіткові голови майже сидячі, 1–3, скупчені, великі. Обгортка гола, жовта. Квітки жовті. Період цвітіння: літо.